# HD 27631
HD 27631 é uma estrela na constelação de Horologium. Tem uma magnitude aparente visual de 8,26, portanto não é visível a olho nu. Medições de paralaxe, do segundo lançamento do catálogo Gaia, indicam que está a uma distância de 163,7 anos-luz (50,2 parsecs) da Terra. Esta é uma estrela de classe G classificada com um tipo espectral de G3IV/V, indicando que pode ser da sequência principal ou uma subgigante. Tem uma massa estimada em 94% da massa solar e um raio aproximadamente igual ao raio solar. Sua metalicidade é inferior à solar.
Em 2013, foi publicada a descoberta por espectroscopia Doppler de um planeta extrassolar orbitando HD 27631. A estrela foi observada pelo espectrógrafo CORALIE entre novembro de 1999 e setembro de 2012, revelando uma variação periódica na sua velocidade radial com uma semiamplitude de 23,7 m/s. Em 2018 foi publicada uma solução orbital atualizada, que acrescentou 23 medições do espectrógrafo HARPS ao conjunto de dados da velocidade radial da estrela. O planeta é um gigante gasoso análogo a Júpiter com uma massa mínima de 1,49 MJ e um período orbital de cerca de 2200 dias (6,0 anos).
| Planeta | Massa             | Semieixo maior (UA) | Período orbital (dias) | Excentricidade     |
| ------- | ----------------- | ------------------- | ---------------------- | ------------------ |
| b       | >1,494 ± 0,042 MJ | 3,242+0,070 −0,068  | 2198,14+54,11 −50,34   | 0,141+0,062 −0,065 |